# 勞倫斯大學
勞倫斯大學是位於美國威斯康星州阿普爾頓的一所私立文理学院。根據2024年的美國新聞與世界報導，勞倫斯大學在全美國文理大學中排名第69名。

## 历史
劳伦斯大学成立於1847年。它成立時就是男女共學學院，是該州第二所男女共學學院。該大學主校區在阿普爾頓，但在北部的密歇根湖湖畔還有一個更大的分校區。劳伦斯大学的主校园位于美国威斯康辛州阿普爾頓城。在密歇根湖附近，劳伦斯还拥有一块425英亩的土地，劳伦斯建立了 Bjorklunden，作为举行音乐会、讨论会、和休闲的地方。

## 学术

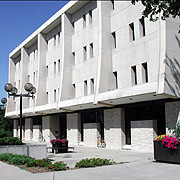
該大學的圖書館 Seeley G. Mudd Library 有近40萬藏書

劳伦斯大学使用三学期制，即每一个学年分为三个学期，每一个学期为期十周，第一学期通常在每年的九月中旬开始。学校共有教授约170人，平均课堂人数为15人，学生与教授比例为9：1，是全美师生比最低的院校之一。
学校只提供本科学位，但是由于劳伦斯也拥有音乐学院，学校提供三种学位选择：本科学士学位 Bachelor of Arts、本科音乐学位 Bachelor of Music、本科学士及音乐双学位 Bachelor of Arts and Bachelor of Music（五年项目）。劳伦斯是除歐柏林學院之外在美国唯一提供此学位的本科文理院校。

## 外部連結
- Lawrence University official website （页面存档备份，存于）
- Lawrence University official athletics website （页面存档备份，存于）